# Eisgarn
Eisgarn – gmina targowa w Austrii, w kraju związkowym Dolna Austria, w powiecie Gmünd, w rejonie Waldviertel. Według Austriackiego Urzędu Statystycznego liczyła 682 mieszkańców (1 stycznia 2014).

## Współpraca
Miejscowość partnerska:
- Groß-Schweinbarth, Dolna Austria